# Korychnowo
Korychnowo (ros. Корыхново) – wieś (sieło) w Rosji, w obwodzie twerskim, w rejonie bołogowskim. W 2010 liczyła 569 mieszkańców.